# Darenth
Darenth es una parroquia civil situada en el municipio de Dartford, en Kent (Inglaterra). Tiene una población estimada, a mediados de 2022, de 4100 habitantes.